# كوندور (شركة)
كوندور (بالإنجليزية: Condor Electronics)‏ أو كوندور للإلكترونيات هي شركة جزائرية متخصصة في الإلكترونيات والأجهزة المنزلية والوسائط المتعددة ، وهي جزء من مجموعة بن حمادي . يقع في المنطقة الصناعية لمدينة برج بوعريريج .
بالإضافة إلى تسويق منتجاتها المختلفة على التراب الجزائري حيث تتصدر الشركة 35 شركة ٪ من سوق الأجهزة و 55٪ ٪ من الهواتف المحمولة  ، تهدف كوندور إلى معدل تصدير يبلغ 80 ٪ من إنتاجها إلى 35 دولة (بما في ذلك فرنسا  ، الأردن  ، موريتانيا  ، بنين  ، السنغال  أو تونس, ). تحولت الشركة بشكل أساسي نحو المستهلكين ، وقد انفتحت أيضًا على إنشاء حلول BtoB مثل إضاءة البنى التحتية الكبيرة أو الإدارة المركزية لتكييف الهواء.
تشارك كوندور بانتظام في المعارض الخاصة بتكنولوجيا المعلومات والإلكترونيات بشكل عام ، مثل سيبت  و معرض إيقا برلين  و ملتقى عالم الهاتف النقال.

## تاريخ
تأسست شركة كوندور للإلكترونيات ، وهي شركة تابعة لمجموعة بن حمادي ، في عام 2002 ، وهي متخصصة في المنتجات الإلكترونية والأجهزة المنزلية.
في عام 2012 ، أصدرت شركة Condor Electronics بيانًا يشير إلى وصولها إلى 35 ٪ من حصة سوق تكنولوجيا المعلومات والأجهزة المنزلية الجزائرية. في عام 2013 ، وهو عام نشاطها العشر ، أعلنت شركة كوندور أن تصدير منتجاتها إلى تونس والأردن قد جلب ما يقرب من خمسة ملايين يورو ، مما زاد حجم مبيعاتها بمقدار 25 ٪.
في يونيو 2013 ، أطلقت الشركة المصنعة أول هاتف ذكي لها ، Condor C-1. ثم ، في سبتمبر من نفس العام ، تم تسويق طراز C-4 ، وهو أكثر كفاءة من سابقه. في أبريل 2014 ، تم إطلاق C-6 ، قال هاتف ذكي « الراقية » . بالارتقاء إلى مستوى أعلى ، أصدرت العلامة التجارية C-8 ، وهو هاتف ذكي أقوى قليلاً من سابقه  ، ثم C-4 + المتوفر بعدة ألوان. في عام 2014 ، بلغت ميزانيتها الاستثمارية 100 مليون دولار ، فيما ارتفع معدل الربح أيضًا بين 20 مليون دولار ٪ و 40 ٪ خلال هذه الفترة.
في يونيو 2015 ، بعد التصريح بأنها تستهدف السوق الأوروبية ، أعلنت شركة Condor أنه تم تسويق 30 000 وحدة من هاتفها الذكي الجديد آنذاك ، Griffe W1 ، في فرنسا. وفقًا لتصنيف أكبر 500 شركة أفريقية أنشأته المجلة الفرنسية Jeune Afrique في عام 2015 ، احتلت كوندور 15 الخامس عشر . 281 بين الشركات الجزائرية في الترتيب الأفريقي.
وفي نفس العام بلغ حجم تداول الشركة 93 مليار دينار. في يناير 2017 ، أصبحت كوندور أول مصنع في إفريقيا ومنطقة الشرق الأوسط وشمال إفريقيا يطور تقنية 8K.
في 20 أبريل 2017 ، افتتحت كوندور أول صالة عرض  لها في تونس.
في فبراير 2018 ، خلال MWC 2018 ، أشار مدير السوق الإفريقي لشركة Condor Electronics إلى أن الشركة تعمل على تطوير وجودها في أوروبا ، من خلال السوق الفرنسية. المنتج الرئيسي الذي يتم دفعه لدخول السوق الأوروبية هو الهاتف الذكي Allure M3.
في أغسطس / آب 2019 ، وُضع مديرها التنفيذي عبد الرحمن بن حمادي رهن الحبس الاحتياطي إثر تحقيق في قضايا فساد. تم الإفراج عنه مؤقتًا في 22 نيسان 2020. في 6 ديسمبر 2021 ، حُكم عليه بالسجن أربع سنوات ، اثنان منها مع وقف التنفيذ ، بتهمة « الدخول في عقود غير قانونية والحصول على مزايا غير مستحقة ».

## هوية بصرية
شعارات العلامة التجارية

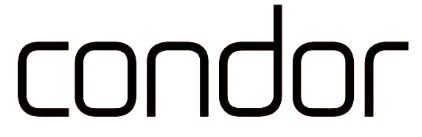
شعار شركة كوندور للإلكترونيات منذ إنشائها حتى عام 2015
شعار Condor Electronics منذ عام 2015.

شعارات
استخدمت شركة كوندور ثلاثة شعارات منذ إنشائها :
- قبل عام 2015 : « مواطن جزائري »
- منذ عام 2015 : « إنطلق! »
- منذ عام 2017 : « حياة مريحة ، حياة كوندور ! (في السنغال فقط

## منتجات كوندور
- معدات الغسيل للاستخدام المنزلي
- مكيفات الهواء
- معدات للاتصالات الفضائية
- ثلاجات
- فرن كهربائي
- ميكرويف
- مدافئ
- تلفزيونات
- الهواتف النقالة والألواح الألكترونية
- أجهزة الكمبيوتر